# Vions
Vions är en kommun i departementet Savoie i regionen Auvergne-Rhône-Alpes i sydöstra Frankrike. Kommunen ligger i kantonen Ruffieux som tillhör arrondissementet Chambéry. År 2022 hade Vions 426 invånare.

## Befolkningsutveckling
Antalet invånare i kommunen Vions
| Referens: INSEE |